# Crédit-carbone
 (mai 2021).
Un crédit-carbone est un certificat relatif à l'évitement, la réduction ou à l'élimination d'une tonne de dioxyde de carbone (CO2), ou son équivalent d'autres gaz à effet de serre.
Ces certificats s'inscrivent généralement dans le cadre de mécanismes de marché visant à l'atténuation du changement climatique terrestre. En fonction de leur nature et du cadre qui les régit, les crédits-carbone peuvent être échangés entre acteurs publics ou entre acteurs privés, sur des marchés obligatoires (tels que le marché des quotas carbone) ou volontaires (ces derniers pouvant être régulés ou non).

## Modélisation
À la fin des années 1990, plusieurs scénarios et modélisations numériques ont porté sur les incertitudes d'un marché de titres carbone échangeables, dont par exemple pour évaluer le poids administratif du MDP (notamment dans les pays manquant d'expertise, d'infrastructure ou de moyens d'évaluation), et/ou l'effet du retrait des États-Unis du marché du carbone (qui a selon Eyckmans et al. (2002) significativement affaibli le protocole de Kyoto).
Après un premier travail, par Ellerman & Decaux en 1998, diverses études ont été produites, dont van der Mensbrugghe (1998), Zhang (1999), van Rooijen & al. (2000), Manne et Richels (2001), Bernard et al. (2002), Blanchard et al. (2002), Den Elzen et de Moor (2002), Eyckmans et al. (2002), Jotzo et Michaelowa (2002), Löschel et Zhang (2002), plus ou moins reprises par les grands pays préparant alors le protocole de Kyoto. En 2004, Grandjean a cherché à préciser les bases méthodologiques de ces modèles.
Remarque : dans les modèles on parle parfois d'« air chaud » pour désigner les crédits à valeur environnementale nulle. La durabilité des puits de carbone a une grande importance, et peut être incertaine.

## Utilisation
Une bourse du carbone concerne potentiellement tous les gaz à effet de serre, et pas seulement le dioxyde de carbone : on peut transposer tout type d'émission de gaz à effet de serre en équivalent CO2. Sachant que chaque type de gaz à effet de serre possède un potentiel de réchauffement global plus ou moins important, afin de connaître l'équivalence d'une tonne de GES en crédits carbone il faut appliquer au gaz en question un coefficient spécifique pour convertir la tonne en tonne d'équivalent CO2.
Pour diminuer l'émission mondiale de gaz à effet de serre (CO2 et méthane notamment), un système de quotas carbone (droit à polluer) échangeables sur le marché a été instauré dans le cadre du protocole de Kyoto. Les URCE sont supposés pouvoir aider les pays industrialisés à atteindre plus facilement leurs objectifs globaux de réduction d'émissions de CO2, en aidant des projets d'investissements propres dans des pays en développement.

### Principaux gaz concernés
- Le dioxyde de carbone (CO2) est présent dans l'atmosphère dans une proportion approximativement égale à 0,04 % en volume, soit 400 ppmv (parties par million en volume). Cette proportion augmente rapidement, d'environ 2 ppmv/an, en raison de la combustion des ressources fossiles (charbon, pétrole, gaz naturel) dans le cadre des activités humaines.
- Le méthane (CH4) produit, à nombre de molécules égal, un effet de serre 21 fois plus important que CO2. Ce gaz se forme quand un composé organique (un animal, une plante) se décompose (par fermentation ou putréfaction) en l'absence d'oxygène. Une grande partie du méthane présent dans l'atmosphère est d'origine naturelle et provient des zones humides (marécages, marais, etc.). D'importantes quantités de méthane proviennent aussi des décharges publiques, des rizières et du bétail.
- Le protoxyde d'azote (N2O), l'ozone (O3) et les chlorofluorocarbures (CFC-11 et -12) sont des gaz à effet de serre produits par l'industrialisation non biotique, comme l'utilisation de combustibles fossiles, l'industrie chimique et certains appareils ménagers. Le protoxyde d'azote est aussi émis par l'agriculture, lors de la fertilisation azotée.

## Arbres et forêts
La forêt, y compris urbaine ou périurbaine peut ainsi être incluse, de même que l'arbre urbain dans le marché des quotas carbone apparu à la fin du XXe siècle, à la suite du Protocole de Kyoto, comme l'une des solutions proposées par les économistes au problème du gaspillage d'énergie et de l'émission croissante de gaz à effet de serre.

## Aviation
L'aviation internationale reste épargnée par les écotaxes et obligations concernant le climat, mais le mécanisme de marché mondial du carbone pourrait bientôt fixer un prix international, pour les émissions de carbone des transports aériens internationaux.
Une directive européenne (2003/87/CE) impose qu'en Europe, le produit de la mise aux enchères des quotas pour l’aviation serve à lutter contre le changement climatique, dont en réduisant les émissions de gaz à effet de serre et en finançant l'adaptation au changement climatique ; dans l’Union européenne et les pays tiers (pays en développement notamment). Cet argent doit aussi « financer des travaux de recherche et développement sur la mitigation et l’adaptation », en particulier dans l’aéronautique et le transport aérien (transports à faibles émissions). Il doit aussi couvrir les « coûts de gestion du système communautaire » et contribuer au Fonds mondial pour la promotion de l'efficacité énergétique et des énergies renouvelables, et à des mesures visant à éviter la déforestation.
Les États membres doivent informer la Commission européenne de la manière dont ils ont utilisé le produit de la mise aux enchères des quotas aviation Cf. Mécanisme pour la surveillance et la déclaration des émissions de gaz à effet de serre et pour la déclaration, au niveau national et au niveau de l’Union, avec des rapports publics permettant à la Commission de publier des données agrégées pour l'Union « sous une forme aisément accessible ».

## Limites et contestations
Certaines voix se sont élevées pour contester ou critiquer la pertinence du système de crédit carbone pour lutter contre les émissions de gaz à effet de serre :
- Alors que de nombreux projets sont basés sur la séquestration du dioxyde de carbone par le reboisement dans d'autres régions ou pays[16], divers auteurs constatent que les relations homme-nature n'avaient pas été suffisamment prises en compte, notamment concernant les émissions de carbone dues aux incendies (de plus en plus graves et fréquents, globalement depuis l'époque du protocole de Kyoto), à la déforestation volontaire et à la dégradation des sols forestiers et de certaines forêts avaient été ignorées ou sous-estimées, ce qui pose un problème pour la crédibilité de certains concepts de neutralité carbone, de compensation carbone et donc du marché du carbone[17] ;
- Le pape François dans son encyclique Laudato si' pointe du doigt le risque de spéculation (sur le prix du carbone) qui « ne servirait pas à réduire l’émission globale des gaz polluants ». Il note également que « ce système semble être une solution rapide et facile, sous l’apparence d’un certain engagement pour l’environnement, mais qui n’implique, en aucune manière, de changement radical à la hauteur des circonstances. Au contraire, il peut devenir un expédient qui permet de soutenir la sur-consommation de certains pays et secteurs (économiques) »[18].
- En 2023, le quotidien suisse Le Temps, se basant sur une enquête réalisés par The Guardian et Die Zeit, estime que plus de 90 % des crédits carbone « ne valent rien » car l'effet des mesures prises par les entreprises qui mettent en œuvre des projets supposés absorber du carbone est largement surestimé[19].
- Néanmoins, les acteurs du climat considèrent les crédits carbone comme un levier important dans la lutte contre le changement climatique s'ils sont utilisés dans le cadre de la « mitigation hierarchy » telle que décrite par le code français de l'environnement (articles L. 541-1 du CE et suivants)[20].